# Obrium peninsulare
Obrium peninsulare es una especie de escarabajo longicornio del género Obrium, categorizada en la tribu Obriini, de la subfamilia Cerambycinae. Fue descrita por Schaeffer en 1908.

## Descripción
Mide 5-9,5 mm de longitud.

## Distribución
Se distribuye por México.